# Émile Ferry
Pour les articles homonymes, voir Ferry.
Jean-Émile Ferry (7 décembre 1821 à Paris - 7 janvier 1897 à Paris), est un industriel et homme politique français.

## Biographie
Petit-fils de Jean-Germain Janets, maire de Vincennes, Émile Ferry est le fils de Jean Michel Ferry et de Sophie Emma Janets.
En 1849, il épouse Léonie Augustine Courtois. 
Il est maire du 9e arrondissement de Paris de 1871 à 1896. Président de la Société municipale de secours mutuel du 9e arrondissement à partir de 1872, il est vice-président du conseil de surveillance de l'administration général de l'Assistance publique.
Il est député de la Seine de 1889 à 1893.

## Distinctions
- Officier de la Légion d'honneur (4 février 1880)[3]

### Notices biographiques
- « Émile Ferry », dans le Dictionnaire des parlementaires français (1889-1940), sous la direction de Jean Jolly, PUF, 1960 [détail de l’édition]